# Tamron
Tamron, Co., Ltd. (株式会社タムロン Kabushiki-gaisha Tamuron?) (TYO: 7740) es un fabricante japonés de objetivos y accesorios fotográficos así como de componentes ópticos de uso industrial. La empresa, fundada en 1950, tiene su sede en la ciudad de Saitama.
A alturas de 2010 Tamron estaba participada accionarialmente en un 11% por Sony, lo que la convertía en la segunda accionista por detrás de New Well, Co., Ltd, la cual tenía un 17,34% de las acciones.

## Objetivos

### Siglas

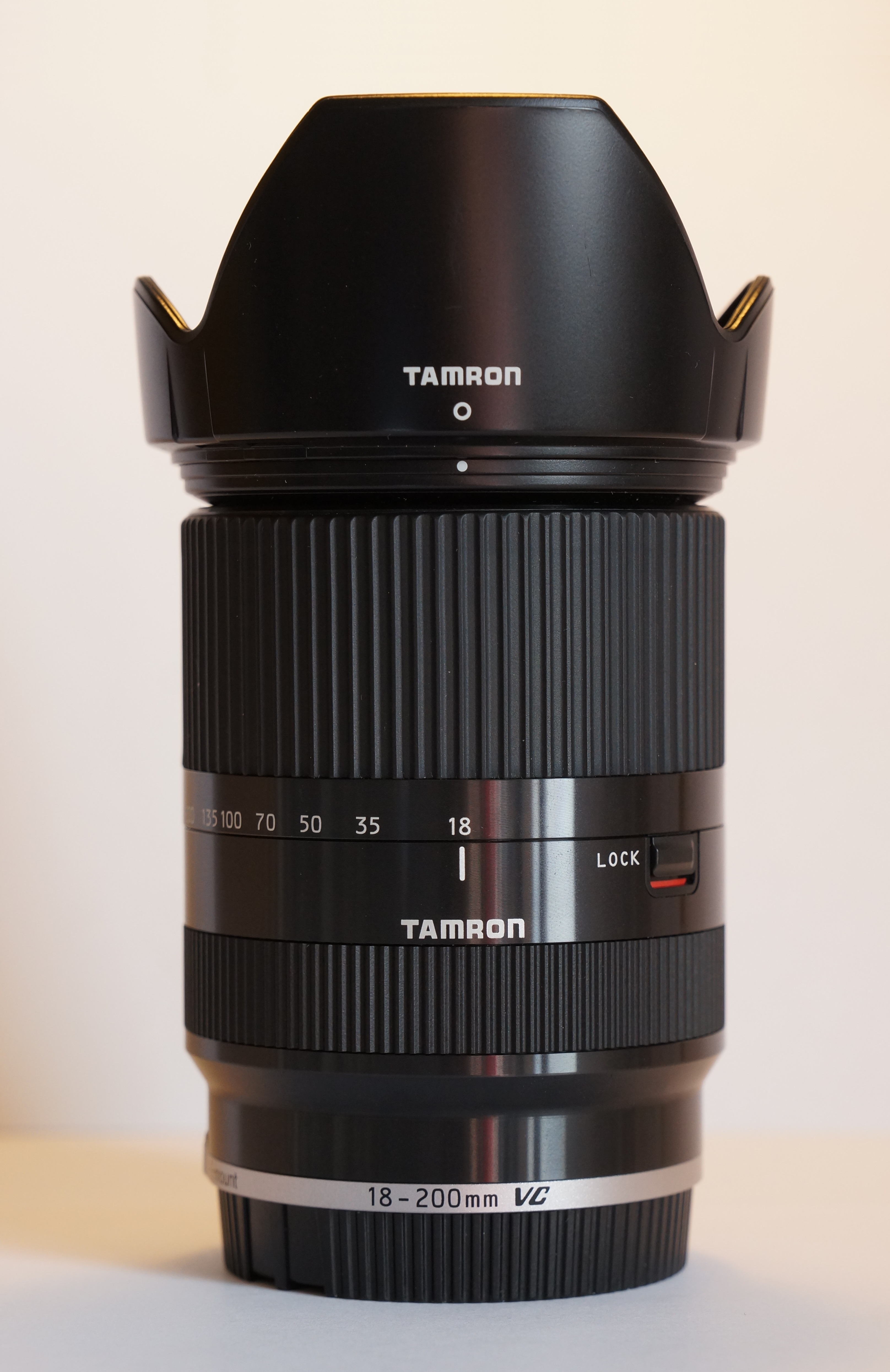
Objetivo 18-200 con las siglas VC que indican que posee un estabilizador de imagen incorporado.

Al igual que todos los fabricantes de objetivos, Tamron también usa un conjunto de siglas para designar aspectos básicos de cada objetivo para indicar desde qué tipo de cuerpo es el ideal para montarlo hasta características de fabricación.
| Siglas | Motivo     | Función |
| ------ | ---------- | --- |
| DI     | Sensor     | Indica que se trata de un objetivo diseñado para las cámaras Full Frame o fotograma completo (35mm)                                    |
| Di II  | Sensor     | Indica que se trata de un objetivo diseñado para las cámaras APS-C (factor de recorte 1,5X)                                            |
| Di III | Sensor     | Indica que se trata de un objetivo diseñado para las cámaras EVIL / MILC, sin espejo (factor de recorte 1,5X)                          |
| IF     | Mecánica   | Indica que posee un sistema de enfoque por movimiento interno de las lentes.                                                           |
| VC     | Mecánica   | Indica que posee un estabilizador de imagen.                                                                                           |
| XDL    | Materiales | Indica que el cristal posee un índice bajo de dispersión del color para obtener una mejor nitidez y compensar la aberración cromática. |

Fuente: Tamron